# Stefano Pillastrini
Stefano Pillastrini (Ferrara, 19 luglio 1961) è un allenatore di pallacanestro italiano, coach di Cividale.

## Carriera
Nel 1988-89 allena gli Juniores della Fortitudo Bologna. Inizia poi la carriera di head coach con la Fortitudo Bologna in Serie A2, che allena nel 1990-91 e nel 1991-92. Nel 1992-93 è alla guida della Pallacanestro Ferrara (A2). Nel 1993-94 allena a Cervia in B1 e ottiene la promozione in A2, rimanendo anche l'anno seguente. La società cervese cede poi il titolo sportivo di A2 a Modena, ma a compiere il trasferimento dalla Romagna all'Emilia è anche lo sponsor e parte della squadra, incluso Pillastrini, che nel 1995-96 allena dunque la formazione modenese senza però riuscire ad evitare la retrocessione.
Nel 1996-97 subentra a Massimo Mangano sulla panchina della Libertas Forlì in A1, in una stagione comunque conclusa con la discesa in A2. Rimane a Forlì anche nel 1997-98. Poi due anni a Montecatini, con la promozione dall'A2 nel 1998-99, che gli ha fatto vincere il premio come Allenatore dell'Anno per la A2, riconoscimento dato dalla Lega Serie A Pallacanestro. Nel 1999-2000, in A1 con Montecatini, raggiunge gli ottavi di finale dei play-off.
Nel 2000-01, alla Scavolini Pesaro (Serie A1), si qualifica per l'Eurolega dell'anno successivo, raggiungendo nel frattempo anche i quarti di finale nella Suproleague. Nel 2001-02 la sua squadra ha un bilancio di 23-13 per il 6º posto nella stagione regolare, eliminato nei quarti dalla Virtus Bologna, 3-0. In Coppa Italia disputa la finale, perdendo contro la Virtus, nonché è finalista in Supercoppa, perdendo con Treviso. In Eurolega, Pesaro è eliminata alle Top 16.
Nel 2002-03 si accasa a Udine, sempre in Serie A. Nel 2003-04 invece scende nella terza serie nazionale, portando Montegranaro alla promozione in Legadue. Nel 2004-05, sempre a Montegranaro (Legadue), da neopromosso raggiunge la finale play-off, perdendo con la Virtus Bologna. Nel 2005-06, dopo un bilancio di 15-15 nella stagione regolare, vince i play-off e porta i marchigiani in Serie A per la prima volta nella storia del club gialloblu. Nella stessa stagione vince il premio "Reverberi", premio che si può ricevere solo una volta in carriera e che in precedenza era stato vinto da allenatori importantissimi quali Ettore Messina e Valerio Bianchini. Nel 2006-07, sempre a Montegranaro, ottiene la salvezza in Serie A, al timone di una squadra con molti giovani di talento.
Nella stagione 2007-08 è allenatore della Virtus Bologna, venendo però esonerato nel gennaio 2008.
Nella stagione 2008-09 scende in Legadue per guidare la Pallacanestro Varese, con cui conquista la promozione in Serie A. L'anno successivo in Serie A ottiene un 12º posto con 11 vittorie e 17 sconfitte.
Nell'estate del 2010 trova l'accordo con la Sutor Montegranaro e torna ad allenare nella città di cui è cittadino onorario. Il 24 aprile viene esonerato dall'incarico.
Il 22 giugno 2012 viene ufficializzato il suo incarico come allenatore della PMS Torino (contratto quadriennale). Nella prima stagione vince Divisione Nazionale A e conquista la promozione in Legadue Gold. Nella stagione 2013-2014 porta la squadra fino alla semifinale per la promozione in A, dove viene sconfitto solo alla quinta partita da Trento. A fine stagione viene allontanato dalla dirigenza.
Il 4 luglio 2014 diventa ufficialmente il nuovo allenatore della De' Longhi Treviso, formazione con la quale disputa il campionato di Legadue Silver. Con la squadra trevigiana rimane in sella per quattro annate fino alla regolare scadenza di contratto, ovvero fino a giugno 2018.
Il 5 febbraio 2019, a stagione in corso, firma per la Pallacanestro Reggiana dopo il licenziamento di Devis Cagnardi. Resta fino al termine del campionato di Serie A, concluso con la salvezza.
Dall'estate 2020 è allenatore della "nuova" United Eagles Basketball Cividale in Serie B. Al suo primo anno sulla panchina gialloblu perde la finale play-off in gara5 contro Fabriano, ma al secondo tentativo centra la promozione in Serie A2 al termine della stagione 2021-2022. Il suo contratto viene rinnovato per altre tre annate a partire dal luglio 2022.

## Palmarès
- Campione d'Italia Dilettanti: 1

PMS Torino: 2013
- Promozioni dalla Serie A2 alla Serie A: 3
  - Snai Montecatini 1998-99
  - Sutor Montegranaro 2005-06
  - Pallacanestro Varese 2008-09
- Promozioni dalla Serie B1 alla LegADue/Serie A2: 4
  - Sutor Montegranaro 2003-04
  - Basket Cervia 1993-94
  - PMS Torino 2012-13
  - United Eagles Basketball Cividale 2021-22

## Nazionale
Nel 2007 ha ricoperto il ruolo di allenatore capo dell'Italia under 18, con la quale ha disputato i Campionati Europei di categoria, classificandosi al 13º posto.
Nel 1997 ha disputato i Giochi del Mediterraneo come vice allenatore della Nazionale sperimentale.